# Téléphérique La Paz - El Alto
Le téléphérique La Paz - El Alto, officiellement baptisé Mi Teleférico, est un réseau de téléphérique urbain reliant les villes boliviennes de La Paz et d'El Alto. Mis en service le 30 mai 2014, le réseau originel comptait trois lignes. Une seconde phase ajoute huit lignes supplémentaires au réseau, dont sept sont en service en juin 2019. Il s'agit par ailleurs du plus grand réseau de téléphérique urbain au monde,.

## Historique
Le projet de métro ne s'est pas concrétisé en raison de son coût élevé et de la difficulté d'implantation pour atteindre El Alto. Le métro surélevé a pour les mêmes raisons été abandonné. De plus, il ne peut gravir les fortes pentes de la ville. Le tramway, même s'il a existé par le passé, ne pouvait s'insérer dans les rues tortueuses et chaotiques du centre-ville. Dans une ville au relief aussi accidenté et aux rues étriquées, le téléphérique s'est ainsi imposé aux concepteurs lorsqu'il a fallu créer un réseau de transports en commun efficace, économique, économe et écologique. Il s'intègre dans le bâti aisément, car l'emprise au sol est faible. Il peut gravir de fortes pentes. Les coûts de construction et l'entretien du réseau sont aussi moins importants. Enfin, l’électricité qui alimente le réseau est d'origine hydraulique ou solaire. 

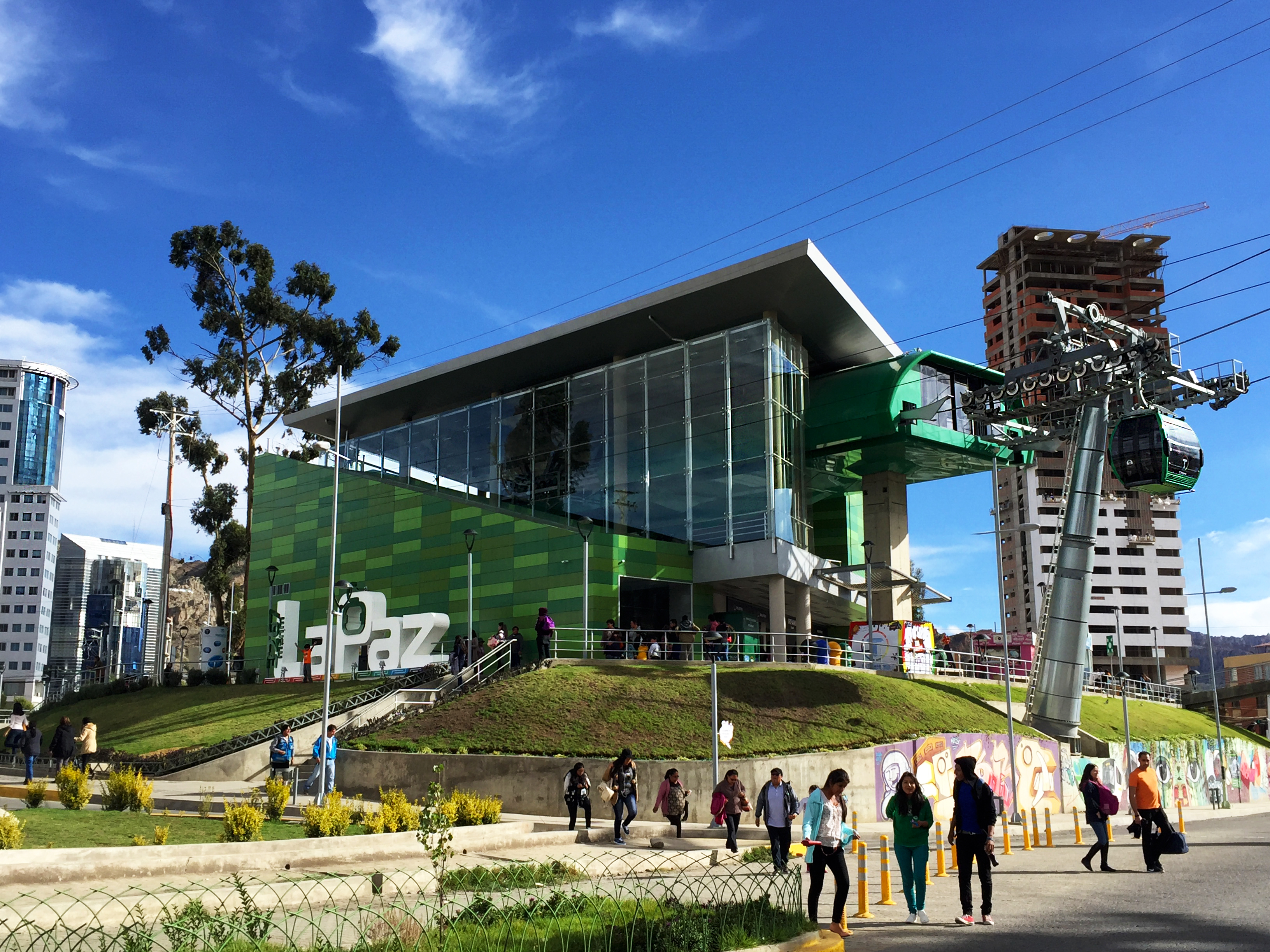
Station Irpawi/Irpavi sur la ligne verte à La Paz, en janvier 2017.

La construction est confiée à l'entreprise austro-suisse Doppelmayr, qui réalise les trois lignes en deux ans à compter de la déclaration d'intérêt national par le président bolivien Evo Morales.

## Caractéristiques
La ville possède ainsi le réseau de téléphérique urbain le plus long et le plus fréquenté du monde, qui a la particularité d'être également le plus élevé au monde, grâce aux trois premières lignes qui totalisent 10,3 kilomètres empruntées annuellement par plus de 25 millions de passagers. En juin 2019, le réseau annonce avoir transporté 583 841 personnes en une seule journée.

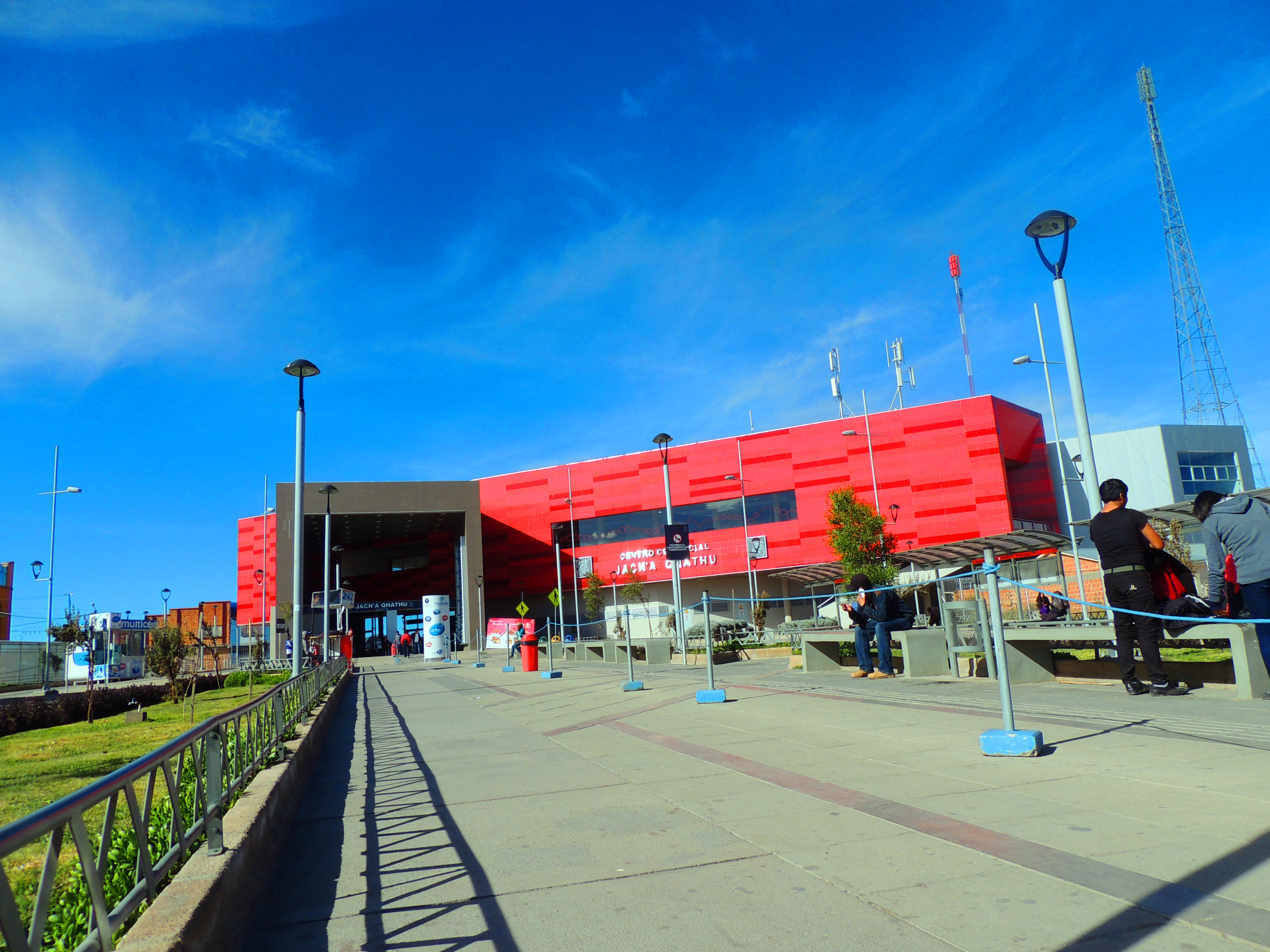
Station 16 de Julio/Jach’a Qhathu sur la ligne rouge à El Alto en mai 2016.

Le téléphérique vise essentiellement les travailleurs à qui il permet d'atteindre le centre-ville en dix minutes depuis El Alto, soit quatre à cinq fois plus vite que par la route. Le tarif de trois bolivianos par trajet est légèrement supérieur à celui des bus publics (2 bolivianos), ce qui le rend néanmoins accessible au plus grand nombre.

## Réseau
Les trois premières lignes à ouvrir sont aux couleurs du drapeau de la Bolivie. À la différence d'autres moyens de transports, les lignes ici ne sont pas désignées par un chiffre ou par une lettre mais par leur couleur. Ces trois premières lignes constituent la première phase, toutes ouvrent durant l'année 2014. Le réseau est alors long de dix kilomètres.

La seconde phase vient immédiatement après et prévoit l'ouverture de huit lignes supplémentaires à partir de septembre 2017 jusque 2020, assurant un maillage efficient du réseau. L'ouverture de la dixième ligne en mars 2019 a donné au réseau une longueur de 30,5 kilomètres ; jusqu'à 1 400 cabines peuvent être mises en circulation, pour un débit de 31 000 passagers par heure et par sens. Le réseau permet de voyager approximativement 250 000 à 300 000 passagers par jour. Le Livre Guinness des records enregistre ce réseau comme étant le plus long au monde en 2018.

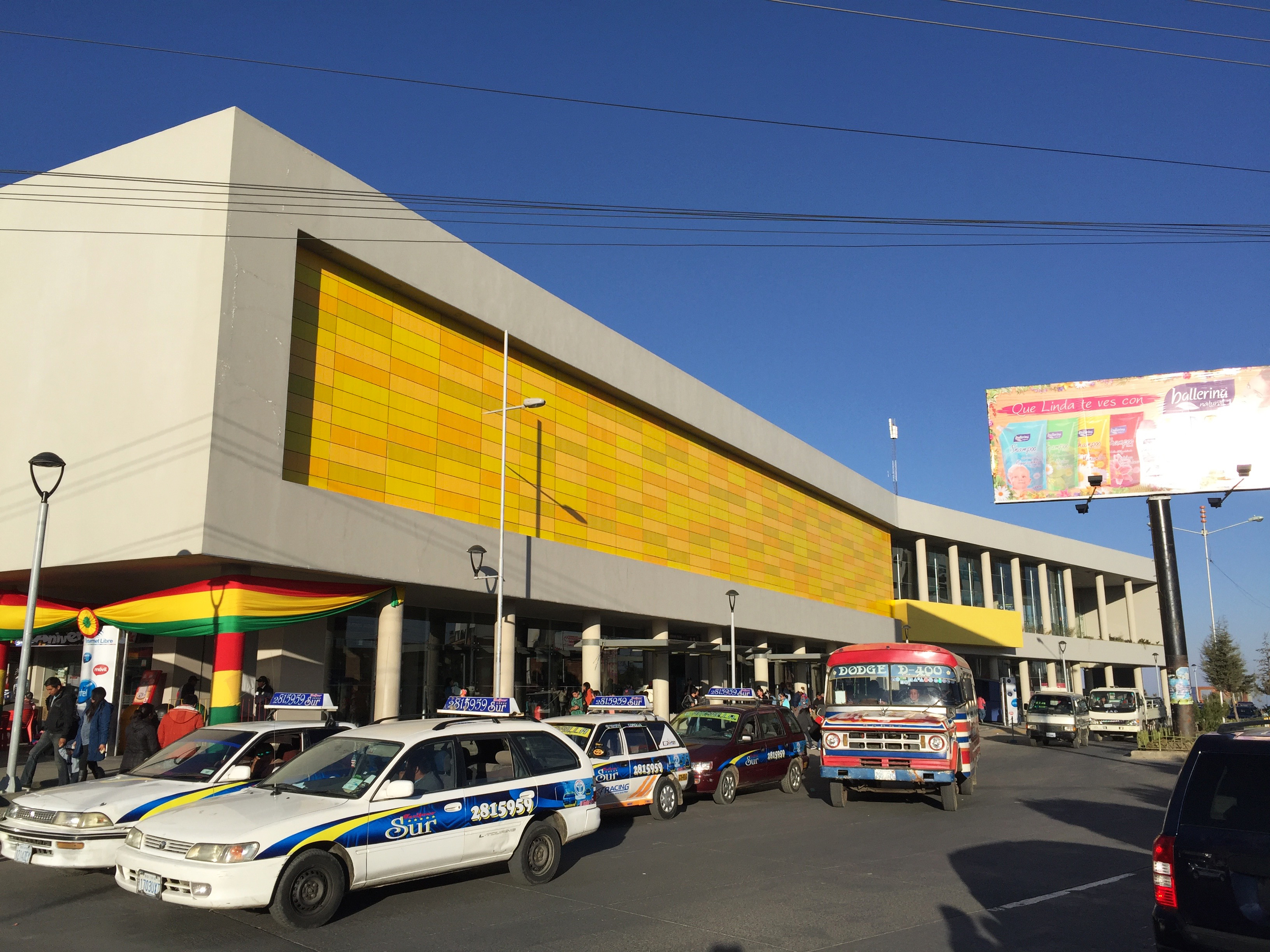
Station Ciudad Satélite/Qhana Pata sur la ligne jaune à El Alto en août 2016.

Les téléphériques étant débrayables, il est possible de mettre en circulation plus ou moins de cabines selon l'affluence.

### Lignes en service
Le réseau est constitué de 36 stations réparties sur 10 lignes ayant une longueur totale de 30,5 kilomètres au mois de février 2021. Les lignes ont toutes un nom bilingue aymara-espagnol, respectivement les troisième et première langues parlées au pays qui ont d'ailleurs le statut de langues officielles.
Le service est offert du lundi au vendredi de 6 h à 21 h et du samedi au dimanche de 7 h à 19 h sur l'ensemble des lignes du réseau.
| Ligne                         | Stations terminus                                               | Longueur | Temps de parcours | Stations | Cabines | Capacité    | Vitesse | Pylônes | Ouverture                                                 |
| ----------------------------- | --------------------------------------------------------------- | -------- | ----------------- | -------- | ------- | ----------- | ------- | ------- | --------------------------------------------------------- |
| Ligne rouge Línea Roja        | 16 de Julio/Jach'a Qhathu – Estación Central/Taypi Uta          | 2,4 km   | 10 min            | 3        | 109     | 3 000 p/h/d | 5 m/s   | 19      | 30 mai 2014                                               |
| Ligne jaune Línea Amarilla    | Mirador/Qhana Pata – Chuqui Apu/Libertador                      | 3,9 km   | 13,5 min          | 4        | 169     | 3 000 p/h/d | 5 m/s   | 31      | 15 septembre 2014                                         |
| Ligne verte Línea Verde       | Chuqui Apu/Libertador – Irpawi/Irpavi                           | 3,7 km   | 16,6 min          | 4        | 165     | 3 000 p/h/d | 5 m/s   | 27      | 4 décembre 2014                                           |
| Ligne bleue Línea Azul        | Rio Seco/Waña Jawira – 16 de Julio/Jach'a Qhathu                | 4,7 km   | 17 min            | 5        | 208     | 3 000 p/h/d | 5 m/s   | 38      | 3 mars 2017                                               |
| Ligne orange Línea Naranja    | Estación Central/Taypi Uta – Héroes de la Revolución/Villarroel | 2,6 km   | 10 min            | 4        | 127     | 3 000 p/h/d | 5 m/s   | 26      | 29 septembre 2017                                         |
| Ligne blanche Línea Blanca    | Plaza Villarroel – San Jorge                                    | 2,9 km   | 13,1 min          | 4        | 131     | 3 000 p/h/d | 5 m/s   | 26      | 24 mars 2018                                              |
| Ligne bleu ciel Línea Celeste | El Prado – Chuqui Apu/Libertador                                | 2,6 km   | 11,8 min          | 4        | 155     | 4 000 p/h/d | 6 m/s   | 26      | 1re section : 24 mars 2018 Ligne complète 14 juillet 2018 |
| Ligne violette Línea Morada   | 6 de Marzo – San Jose                                           | 4,3 km   | 16,2 min          | 3        | 190     | 4 000 p/h/d | 6 m/s   | 34      | 28 septembre 2018                                         |
| Ligne café Línea Café         | Monumento Busch – Las Villas                                    | 0,7 km   | 3,8 min           | 2        | 27      | 2 000 p/h/d | 5 m/s   | 7       | 20 décembre 2018                                          |
| Ligne argentée Línea Plateada | 16 de Julio/Jach'a Qhathu – Mirador/Qhana Pata                  | 2,6 km   | 11,7 min          | 3        | 117     | 3 000 p/h/d | 5 m/s   | 21      | 9 mars 2019                                               |

### Ligne en construction
| Ligne                    | Stations terminus         | Longueur | Temps de parcours | Stations | Cabines | Capacité    | Vitesse | Pylônes | Ouverture |
| ------------------------ | ------------------------- | -------- | ----------------- | -------- | ------- | ----------- | ------- | ------- | --------- |
| Ligne dorée Línea Dorada | Irpawi/Irpavi – Cota Cota | 2,2 km   | 7,6 min           | 3        | 106     | 3 000 p/h/d | 5 m/s   |         | 2020      |

## Application mobile
Une application mobile, nommée simplement Mi Teleférico est créée et disponible pour Android et pour Apple. Cette application permet aux utilisateurs de consulter entre autres l'itinéraire des lignes du réseau et des lignes futures ainsi que les différentes tarifications.